# Трансепт
Трансе́пт (от позднелат. transeptum из лат. trans «за» и лат. septum «ограда») — поперечный неф в базиликальных и крестообразных по плану храмах, пересекающий основной (продольный) неф под прямым углом. Окончания трансепта образуют апсиды, выступающие за пределы основной части здания.

## История

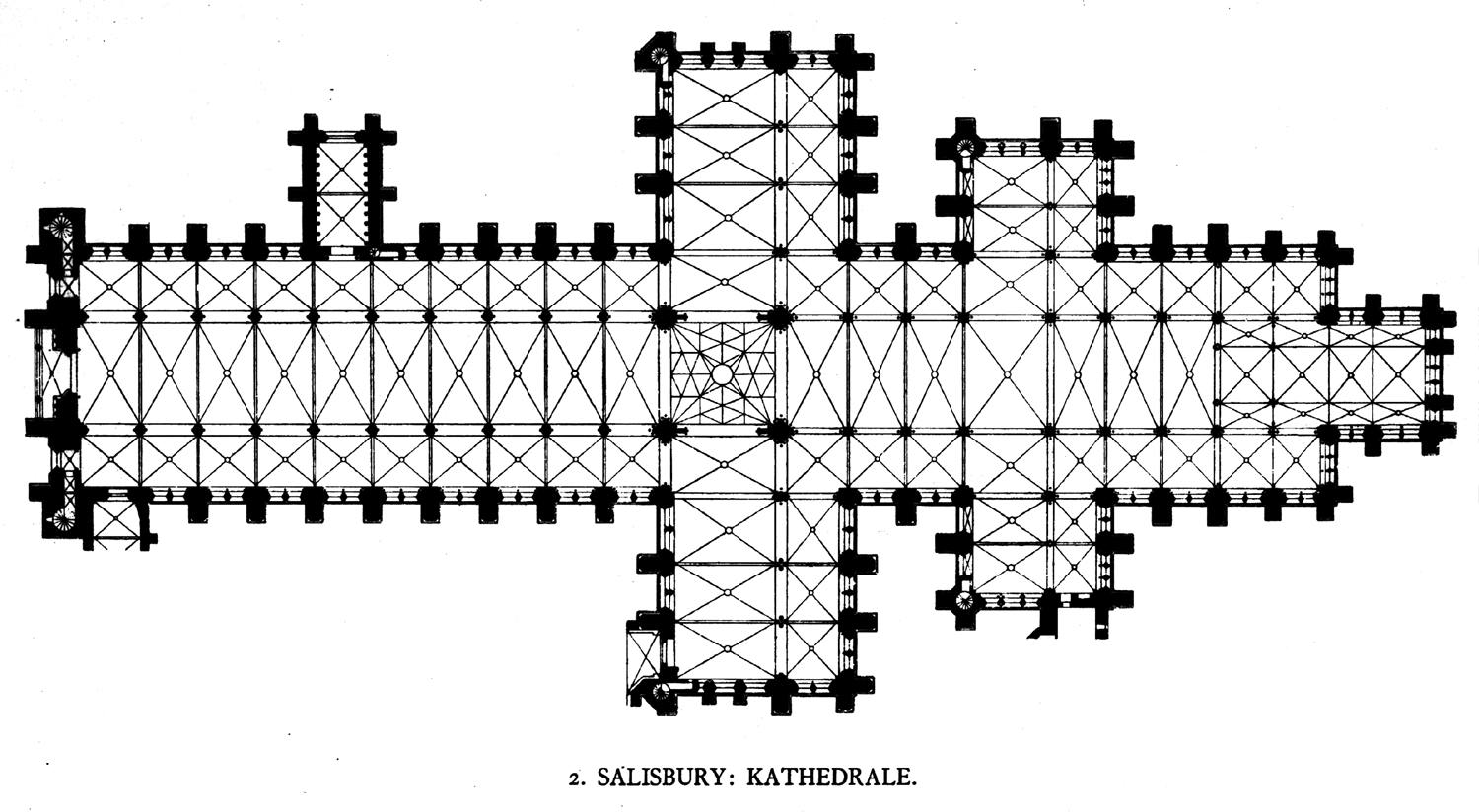
План Солсберийского собора с двумя трансептами

Трансепты возникли в раннехристианских храмах, когда с усложнением обрядов возникла потребность в увеличении пространства перед алтарём и апсидой. Использование одного или двух поперечных нефов преобразило план храмов в латинский крест.

## Архитектурные решения
Трансепт пересекает центральный или продольные нефы, образуя средокрестие — пространство, над которым система подпружных арок удерживает купол, шпиль, тибуриум или башню.